# Stadionul 1 Mai (Dorohoi)
Stadionul Municipal „1 Mai” este un stadion din Dorohoi, România. Arena cuprinde: teren de fotbal, o tribuna principala,un teren sintetic de dimensiuni mici si un teren sintetic de dimensiuni normale, pistă de atletism.In momentul de fata,Inter Dorohoi joaca pe acest teren in liga IV si Gloria Ultra in liga III.